# Synidotea calcarea
Synidotea calcarea là một loài chân đều trong họ Idoteidae. Loài này được Schultz miêu tả khoa học năm 1966.